# Seconda battaglia difensiva del Don
Nella storiografia italiana la seconda battaglia difensiva del Don fu l'insieme dei combattimenti sostenuti dall'8ª Armata sul fronte orientale della seconda guerra mondiale dall'11 dicembre 1942 al 31 gennaio 1943. La battaglia si concluse, dopo fasi drammatiche e sanguinose, con la ritirata e la disfatta dell'armata italiana con perdite elevatissime in morti e dispersi. A causa della gravità della sconfitta il comando tedesco fu costretto a ritirare i superstiti contingenti italiani che furono rimpatriati nel marzo 1943, in condizioni difficili e dopo aver perso gran parte dell'equipaggiamento e la quasi totalità degli armamenti.
La storiografia internazionale, invece, segue generalmente la periodizzazione sovietica, dividendo i combattimenti dell'8ª Armata italiana nelle due fasi offensive fondamentali sferrate dall'Armata Rossa nel corso della campagna invernale 1942-1943 sul settore meridionale del Fronte orientale. Le offensive, che riguardarono anche le armate tedesche del Gruppo d'armate B e del Gruppo d'armate Don oltre ai contingenti rumeni e ungheresi, furono:
- l'operazione Piccolo Saturno, che coinvolse nella disfatta dell'Asse tre dei quattro corpi d'armata italiani dal 16 dicembre al 31 dicembre 1942;
- l'offensiva Ostrogorzk-Rossoš, che provocò la disastrosa ritirata del Corpo alpino dal 12 al 31 gennaio 1943[2][3].

## L'8ª Armata sul fronte del Don
Il 9 luglio 1942 venne ufficialmente attivata l'8ª Armata italiana in Russia (ARMIR), affidata al comando del generale Italo Gariboldi. Previsto fin dal gennaio 1942, il potenziamento del CSIR (il corpo di spedizione già presente sul fronte orientale), pur avversato da alcuni generali del Comando Supremo, corrispondeva alle esigenze di prestigio di Mussolini ma soprattutto alle richieste precise di Hitler che, dopo il fallimento dell'operazione Barbarossa, aveva bisogno di un accresciuto impegno dei contingenti degli alleati del Terzo Reich. Le forze italiane, equipaggiate ed armate con le dotazioni migliori a disposizione del Regio Esercito, tuttavia non vennero impegnate accanto alle formazioni mobili tedesche nella grande avanzata dell'estate 1942 verso il Volga e il Caucaso ma dovettero schierarsi sul fiume Don a protezione difensiva del fianco sinistro del Gruppo d'armate B.
A partire dal 31 luglio la 3ª Divisione Celere "Principe Amedeo Duca d'Aosta" entrò in combattimento per respingere una pericolosa penetrazione sovietica a Serafimovič, e nei giorni seguenti tutta l'8ª Armata, compreso il corpo d'armata alpino di cui era stato inizialmente previsto l'impiego nel Caucaso, si schierò lungo il Don tra Pavlovsk e la confluenza del Khoper. Dal 20 agosto al 1º settembre l'ARMIR dovette combattere la cosiddetta prima battaglia difensiva del Don che mise in evidenza la vulnerabilità delle posizioni italiane di fronte agli attacchi nemici; inoltre sorsero i primi dissidi tra i comandi italiani e tedeschi sulle capacità di combattimento dell'8ª Armata. Nonostante l'entrata in linea della 3ª Armata rumena sul fianco destro dell'ARMIR, il fronte italiano rimase molto esteso e venne quindi rafforzato, su ordine diretto di Hitler, con una serie di reparti tedeschi.
L'andamento disastroso per l'Asse dell'operazione Urano che provocò il crollo del fronte rumeno e l'accerchiamento della 6ª Armata tedesca a Stalingrado, ebbe conseguenze negative anche per l'8ª Armata che perse gran parte dei reparti di rinforzo tedeschi (trasferiti più a sud) e quindi divenne ancor più esposta alle possibili offensive sovietiche. Schierata su 230 km di linea lungo il Don, con modeste riserve mobili a disposizione, l'8ª Armata italiana venne attaccata dall'Armata Rossa a partire dall'11 dicembre 1942 nel quadro della operazione Piccolo Saturno, la seconda fase dell'offensiva generale sovietica nel settore meridionale del fronte orientale.

## Ordine di battaglia dell'8ª Armata l'11 dicembre 1942
Ordine di battaglia dell'8ª Armata nel settore dell'alto e medio Don l'11 dicembre 1942
- 8ª ARMATA ITALIANA (generale Italo Gariboldi)
- Corpo d'armata alpino (generale Gabriele Nasci)
  - 2ª Divisione alpina "Tridentina" (generale Luigi Reverberi)
    - 5º Reggimento alpini
    - 6º Reggimento alpini
    - 2º Reggimento artiglieria alpina

  - 3ª Divisione alpina "Julia" (generale Umberto Ricagno)
    - 8º Reggimento alpini
    - 9º Reggimento alpini
    - 3º Reggimento artiglieria alpina

  - 4ª Divisione alpina "Cuneense" (generale Emilio Battisti)
    - 1º Reggimento alpini
    - 2º Reggimento alpini
    - 4º Reggimento artiglieria alpina

a disposizione del corpo d'armata:
- -     - 11º Raggruppamento artiglieria di corpo d'armata
    - XXXII Gruppo/9º Raggruppamento artiglieria d'armata (cannoni 149/40)
    - XXIV Gruppo/9º Raggruppamento artiglieria d'armata (cannoni 149/28)
    - 612º Reggimento artiglieria pesante tedesco
- II Corpo d'armata (generale Giovanni Zanghieri)
  - 5ª Divisione fanteria "Cosseria" (generale Enrico Gazzale)
    - 89º reggimento
    - 90º Reggimento fanteria
    - 108º Reggimento artiglieria divisionale
    - 318° Infanterie-regiment tedesco (colonnello Mielke)

  - 3ª Divisione fanteria "Ravenna" (generale Francesco Dupont)
    - 37º Reggimento fanteria
    - 38º Reggimento fanteria
    - 121º reggimento artiglieria divisionale

a disposizione del Corpo d'armata:
- -     - Raggruppamento CC.NN. "23 marzo"
    - 2º Raggruppamento artiglieria di corpo d'armata
    - XXXI Gruppo/9º Raggruppamento artiglieria d'armata (cannoni 149/40)
    - III Gruppo/201º Reggimento artiglieria motorizzata controcarro
    - tre Panzerjägerkompanie tedesche
- XXXV Corpo d'armata (generale Francesco Zingales)
  - 298ª Infanterie-Division tedesca (generale Szelinski)
  - 9ª Divisione fanteria autotrasportabile "Pasubio" (generale Guido Boselli)
    - 79º Reggimento fanteria
    - 80º Reggimento fanteria
    - 8º Reggimento artiglieria

a disposizione del Corpo d'armata:
- -     - Raggruppamento CC.NN. "3 gennaio"
    - 30º Raggruppamento artiglieria di corpo d'armata
    - XXXIV Gruppo/9º Raggruppamento artiglieria d'armata (cannoni 149/40)
    - L gruppo/9º Raggruppamento artiglieria d'armata (cannoni 149/28)
- XXIX Corpo d'armata tedesco (generale Hans von Obstfelder)
  - 52ª Divisione fanteria autotrasportabile "Torino" (generale Roberto Lerici)
    - 81º Reggimento fanteria
    - 82º Reggimento fanteria
    - 52º reggimento artiglieria divisionale

  - 3ª Divisione Celere "Principe Amedeo Duca d'Aosta" (generale Ettore De Blasi)
    - 3º Reggimento bersaglieri
    - 6º Reggimento bersaglieri
    - XLVII Battaglione bersaglieri motociclisti
    - 120º Reggimento artiglieria motorizzato
    - LXVII/18º reggimento bersaglieri corazzato (carri L6/40)
    - XIII Gruppo cannoni semoventi da 47/32
    - Legione Croata

  - 2ª Divisione fanteria "Sforzesca" (generale Carlo Pellegrini)
    - 53º Reggimento fanteria
    - 54º Reggimento fanteria
    - 17º Reggimento artiglieria divisionale

a disposizione del Corpo d'armata:
- -     - III Gruppo/9º Raggruppamento artiglieria d'armata (obici 210/22)

Riserve a disposizione dell'8ª Armata:
- - Raggruppamento a cavallo "Barbò"
    - 3º Reggimento cavalleria "Savoia Cavalleria"
    - 5º Reggimento cavalleria "Lancieri di Novara"
    - 3º Reggimento artiglieria a cavallo

  - Battaglione alpini sciatori "Monte Cervino"
  - 156ª Divisione fanteria "Vicenza" (generale Etelvoldo Pascolini)
    - 277º Reggimento fanteria
    - 278º Reggimento fanteria

## Operazione Piccolo Saturno
L'offensiva sovietica in forze ebbe inizio, dopo alcune fasi preliminari a partire dall'11 dicembre che intaccarono le linee dell'8ª Armata ed esaurirono le limitate riserve italiane, il 16 dicembre nel settore del 2º Corpo d'armata contro le divisioni "Cosseria" e "Ravenna" e in quello della Divisione "Pasubio". Le truppe italiane si batterono con onore e il primo e il secondo giorno difesero accanitamente i capisaldi e inflissero dure perdite agli attaccanti, ma a partire dalla sera del 17 dicembre, nonostante il sostegno di vari reparti anticarro tedeschi, le linee italiane iniziarono a cedere e i corpi corazzati sovietici avanzarono in profondità attaccando i centri di retrovia dell'Asse e isolando in grandi sacche le poco mobili fanterie dell'8ª Armata. Per evitare un accerchiamento generale, dopo alcune fasi confuse e drammatiche, le divisioni del 2º, 29º e 35º Corpo d'armata iniziarono dal 19 dicembre la ritirata che si svolse in condizioni climatiche estreme, nella disorganizzazione e sotto il costante attacco del nemico. Dopo aver subito dure perdite a Arbuzovka, Verchne Cirskaja, Kantemirovka, Kalmikov e Čertkovo, i resti dei tre corpi d'armata, divisi in due colonne raggiunsero le linee tedesche alla fine dell'anno e, non essendo più in grado di combattere dopo aver perso anche gran parte dell'equipaggiamento e delle armi pesanti, vennero ritirate nelle retrovie. Le unità italiane, durante questa prima fase della battaglia, subirono 43 000 perdite definitive e si contarono 19 300 casi di congelamento.

## Offensiva Ostrogorzk-Rossoš
Il 12 gennaio 1943 le forze sovietiche del Fronte di Voronež diedero inizio ad una nuova offensiva sull'alto Don che coinvolse il Corpo d'armata alpino che, dopo la disfatta di dicembre, aveva mantenuto le sue posizioni sul fiume affiancato sulla sinistra dalla debole 2ª Armata ungherese e sulla destra dal precario schieramento del 24º Panzerkorps tedesco. L'attacco sovietico, sferrato con il concorso di un numero molto elevato di unità corazzate, scardinò rapidamente le difese dell'Asse sui fianchi del corpo alpino che quindi venne aggirato. Dopo alcune controversie sulla ritirata, gli alpini iniziarono a ripiegare il 17 gennaio quando già i carri armati sovietici avevano travolto il quartier generale del 24º Panzerkorps e avevano occupato di sorpresa il quartier generale del corpo alpino a Rossoš'. Ebbe quindi inizio una nuova drammatica ritirata nell'inverno russo in condizioni difficilissime. Le unità alpine, frammischiate a reparti sbandati ungheresi e ad alcuni reparti tedeschi, si aprirono la strada verso ovest con continui combattimenti che costarono pesanti perdite. Infine i resti della 2ª Divisione alpina "Tridentina" condotti dal generale Luigi Reverberi sfondarono l'ultimo sbarramento sovietico a Nikolaevka il 26 gennaio e giunsero in salvo, mentre le altre due divisioni alpine e la 156ª Divisione fanteria "Vicenza" furono accerchiate a Valujki il 27 gennaio e costrette alla resa. Questa seconda fase della battaglia del Don costò oltre 35 000 perdite definitive e 10 000 casi di congelamento e decretò il definitivo ritiro delle residue truppe italiane dal fronte russo.

## Perdite dell'8ª Armata nella battaglia
| Consistenza organica e perdite dell'8ª Armata durante la Seconda battaglia difensiva del Don | |                                       |
| Consistenza organica all'inizio della battaglia | Caduti o dispersi / perdite di materiale                                                                     | Percentuale di perdite                |
| PERSONALE ufficiali: 7 130 truppa: 221. 875 totale: 229 050 | 3 010 (+ 1 290 feriti o congelati) 81 920 (+ 28 400 feriti o congelati) 84 930 (+ 29 690 feriti o congelati) | 60% 49,7% 50%                         |
| MEZZI DI TRASPORTO quadrupedi: 25 000 automezzi: 16 700 motomezzi: 4 470 trattori: 1 130 | 20 000 13 360 3 800 1 017                                                                                    | 80% 80% 85% 90%                       |
| ARMAMENTO fucili mitragliatori: 2 850 mitragliatrici: 1 800 mortai: 860 pezzi d'artiglieria: 960 pezzi controcarro da 75/46 C.A. Mod. 1934: 52 pezzi controcarro da 47/32 Mod. 1935: 380 pezzi da 20/65: 225 cannoni semoventi da 47mm: 19 carri armati leggeri L6: 55 | 2 000 1 420 750 940 40 260 200 19 55                                                                         | 70% 80% 87% 97% 77% 70% 88% 100% 100% |

## Conseguenze
Il 31 gennaio 1943 venne disattivato il comando dell'8ª Armata e le residue unità italiane, ormai praticamente prive di armi, vennero ritirate dal fronte e radunate nella regione di Gomel'. Ai primi di marzo cominciarono i rimpatrii in disagevoli convogli ferroviari e con scarsi approvvigionamenti, mentre ad aprile venne ritirato anche il 2º Corpo d'armata che inizialmente il comando italiano aveva previsto di riequipaggiare e mantenere sul fronte orientale. L'esito disastroso per il Regio Esercito della seconda battaglia difensiva del Don ebbe importanti ripercussioni politiche, militari e morali.

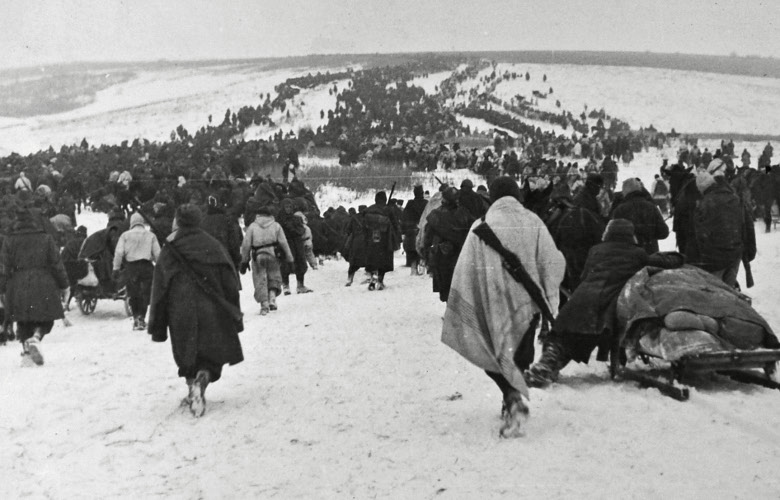
Drammatica immagine della ritirata dell'ARMIR.

Dal punto di vista militare le perdite di uomini, le più elevate di tutte le battaglie combattute dalle truppe italiane nella seconda guerra mondiale, e di equipaggiamenti moderni, indebolì ancor di più le forze armate già impegnate in Nord Africa e con la prospettiva di doversi difendere da una invasione del territorio nazionale. Dal punto di vista politico, Mussolini, allarmato dal crollo all'est e dalle possibili ripercussioni in patria, fece inutilmente pressione su Hitler, come aveva già fatto Galeazzo Ciano il 18 dicembre a Rastenburg, a favore della ricerca di un compromesso con Stalin per chiudere il fronte orientale e trasferire il centro di gravità dell'Asse nel teatro del Mediterraneo. Il fermo rifiuto di Hitler accentuò la divaricazione tra gli obiettivi di guerra dei due dittatori e incrementò il risentimento del Duce.
Inoltre le circostanze della disfatta, la mancanza di "fraternità d'armi" tra le truppe alleate (anche se non mancarono episodi di ottima ed efficace collaborazione), gli atteggiamenti sprezzanti e non camerateschi di una parte delle truppe tedesche, i contrasti violenti tra i soldati durante la ritirata, oltre alla scarsa considerazione ed alle pesanti critiche all'apparato militare italiano da parte degli alti comandi della Wehrmacht, minarono i rapporti italo-tedeschi, indebolendo ancor di più la già precaria coesione dell'Asse. Paradossalmente le tragiche vicende delle battaglie sul Don trasformarono, nella memoria di molti sopravvissuti, i tedeschi nei veri nemici, mentre venne ricordata l'amicizia delle popolazioni civili locali e il coraggio e la dura combattività degli avversari russi, difensori della loro terra. In particolare tra i reparti di Alpini, fortemente colpiti dalle dolorose perdite, si diffuse un sentimento di rancore per i tedeschi e di umiliazione per la ritirata; proprio tra gli ufficiali inferiori degli alpini ritornati dalla Russia si contarono numerosi elementi che ebbero un ruolo di rilievo durante la guerra partigiana a cui parteciparono, almeno inizialmente, anche per desiderio di vendicare i propri morti e di lottare contro i tedeschi.
In Italia le autorità militari e la propaganda del regime cercarono di minimizzare la portata del disastro e di limitare i contatti dei superstiti con la popolazione civile, ma si diffusero ugualmente voci sulla sorte dei soldati e sulla gravità della disfatta, provocando viva inquietudine nell'opinione pubblica e nelle famiglie all'oscuro di notizie, contribuendo anche ad indebolire la credibilità e l'autorità del regime fascista. La corte, invece, apparentemente diede prova di scarsa capacità di apprezzare l'importanza del disastro e le dimensioni del dramma umano; nel suo diario il maresciallo Ugo Cavallero, capo di stato maggiore generale, riportò che il Re Vittorio Emanuele, durante un incontro con lui: "manifesta particolare interesse per il fronte russo, ma ha mostrato di non sopravvalutare le perdite dell'8ª Armata".
Tragica fu infine la sorte dei soldati italiani caduti prigionieri dei sovietici durante la battaglia sul Don. Dei circa 68 000 prigionieri, circa 20 000 perirono già durante le durissime marce a piedi verso i campi di detenzione per le carenze logistiche e organizzative sovietiche e per il brutale trattamento subito. Altri 27 000 morirono nei campi a causa di malattie e delle scadenti condizioni di detenzione; solo circa 21 000, di cui però solo 10 032 appartenenti all'armir, fecero ritorno in patria nel periodo 1945-1947 I dati sono quelli disponibili nei documenti ufficiali di archivio sovietici. Peraltro dai dati ufficiali italiani del 1958 il numero dei soldati italiani ritornati dalla prigionia risulta molto più basso: solo 10 000 uomini.
Da questi fatti alcuni scrittori italiani hanno tratto alcuni libri che descrivono la ritirata del corpo d'armata alpino; tra questi, Giulio Bedeschi con "Centomila gavette di ghiaccio" e "Nikolajewka: c'ero anch'io", Mario Rigoni Stern con "Il sergente nella neve", Nuto Revelli con "La guerra dei poveri" e "La strada del Davai", Eugenio Corti con "I più non ritornano" e "Il cavallo rosso" ed altre opere autobiografiche.